# هیمانانداکاتی
هیمانانداکاتی (به لاتین: Himanandakati) یک منطقهٔ مسکونی در بنگلادش است که در Nabagram Union واقع شده‌است.